# 제23회 대종상
제23회 대종상의 시상식에 관한 내용이다.

## 수상 및 후보

### 최우수작품상
- 자녀목 - 우진필름 수상

### 감독상
- 자녀목 - 정진우 수상

### 시나리오상
- 그 여름의 마지막 날 - 여수중 수상

### 남우주연상
- 가고파 - 윤일봉 수상

### 여우주연상
- 그 해 겨울은 따뜻했네 - 이미숙 수상

### 남우조연상
- 깊고 깊은 그 곳에 - 김무생 수상

### 여우조연상
- 자녀목 - 박정자 수상

### 촬영상
- 땡볕 - 정광석 수상

### 편집상
- 그 해 겨울은 따뜻했네 - 김희수 수상

### 조명상
- 땡볕 - 강광호 수상

### 음악상
- 땡볕 - 김영동 수상

### 미술상
- 사약 - 김유준 수상

### 녹음상
- 가고파 - 이영길 수상

### 특별상
- 땡볕 - 이영일, 나한봉(각색) 수상
- 장남 - 김경일(음향효과) 수상
- 땡볕 - 조용원(신인부문) 수상
- 푸른하늘 은하수 - 김지숙(신인부문) 수상

### 계몽부문작품상
- 푸른하늘 은하수 - 국제영화흥업 수상

### 안보부문작품상
- 그 여름의 마지막 날 - 한진흥업 수상